# Body Brokers
Pour plus de détails, voir Fiche technique et Distribution.
Body Brokers est un thriller policier américain écrit et réalisé par John Swab sorti en 2021.

## Synopsis
Un jeune toxicomane arrivé à Los Angeles pour se faire soigner et recommencer sa vie, apprend que le centre de désintoxication n’est pas du tout destiné à aider les toxicomanes. En réalité il s’agit d’un réseau organisé de fraude à l’assurance maladie enrôlant des toxicomanes pour recruter d’autres toxicomanes.

## Fiche technique
Sauf indication contraire ou complémentaire, les informations mentionnées dans cette section peuvent être confirmées par la base de données IMDb.
- Titre original : Body Brokers
- Titre français : Body Brokers
- Réalisation : John Swab
- Scénario : John Swab
- Montage : John David Allen
- Musique : Christopher Keating
- Décors : Jose Cavazos
- Costumes : Catherine Dillon et Dawn Ritz
- Photographie : Matt Clegg
- Producteurs : Robert Ogden Barnum, Oliver Ridge, Jeremy M. Rosen et John Swab
- Sociétés de production : Roxwell Films, Blood Moon Creative, BondIt Media Capital, One Two Twenty Entertainment, Voltage Pictures et Particular Crowd
- Sociétés de distribution : Vertical Entertainment (Etats-Unis), L'Atelier d'Images (France)
- Pays d'origine :  États-Unis
- Genre : thriller, drame et policier
- Durée : 111 minutes
- Dates de sortie :
  - Etats-Unis : 19 février 2021
  - France : inconnue

## Distribution
- Frank Grillo : Vin
- Alice Englert : Opal
- Jack Kilmer : Utah
- Michael K. Williams : Wood
- Mark Ward : Magic Mark
- Jessica Rothe : May
- Melissa Leo : Docteur White
- Sam Quartin : Tina